# Fanny Davenport
Fanny Lily Gipsey Davenport (10 de abril de 1850 – 26 de septiembre de 1898) fue una actriz de teatro inglesa-estadounidense.

## Vida

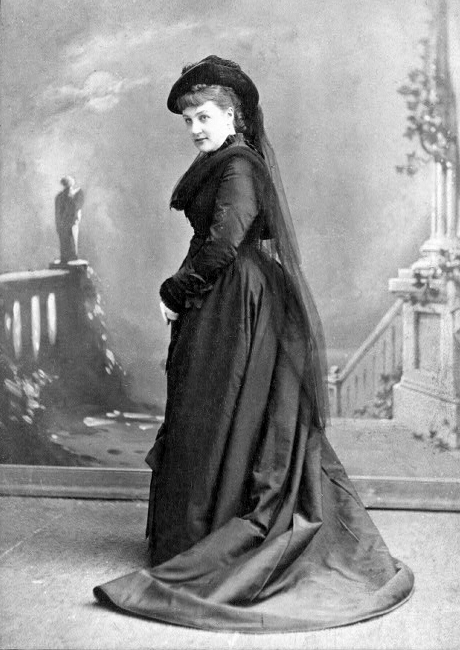
Fanny Davenport antes de que se uniera a la compañía de Augustin Daly en 1869

Fue la primera hija de Edward Loomis Davenport y Fanny Elizabeth (Vining) Gill Davenport, Fanny Lily Gypsey Davenport nació el 10 de abril de 1850 en Londres.: 233 
Muchos de sus hermanos eran actores, incluido Harry Davenport. Fanny llegó a Estados Unidos en 1854 y fue educada en escuelas públicas de Boston. Hizo su primera aparición en el teatro a los 7 años en el teatro Howard Athenæum en Boston como la hija de Metamora,[cita requerida] aunque algunas fuentes afirman que su verdadero debut fue en febrero de 1862 como el rey de España en Faint Heart Never Won Fair Lady en el teatro Niblo's Garden.
En febrero de 1862, apareció como el rey de España en Faint Heart Never Won Fair Lady, en la ciudad de Nueva York en el teatro Niblo's Garden.
Entre 1869 y 1877, actuó en la compañía de Augustin Daly; y actuó en la obra de Sardou Fédora (1883) juntó con Robert B. Mantell, también actuó en Cleopatra (1890), y en otras obras de teatros similares. Davenport asumía los papeles que Sarah Bernhardt había originado en Europa. Su última aparición en el teatro fue en el Grand Opera House en Chicago el 25 de marzo de 1898, poco antes de su muerte.[cita requerida]
Se casó por primera vez con el actor Edwin B. Price. Se casaron el 30 de julio de 1879, y se divorciaron el 8 de junio de 1888. El 18 de mayo de 1889, se casó con el actor Melbourne MacDowell. Los dos matrimonios no tuvieron hijos.
Davenport murió el 26 de septiembre de 1898, de una hipertrofia cardíaca, mientras estaba en su casa en Duxbury, Massachusetts.

## Lectura
- Benton, in Mckay and Wingate, Famous American Actors of To-Day (New York, 1896)
- Montrose J. Moses, Famous Actor-Families in America (New York, 1906), pp. 226–254